# Estación Pozo del Molle
Pozo del Molle era una estación ferroviaria ubicada en la localidad del mismo nombre, Departamento Río Segundo, Provincia de Córdoba, República Argentina.

## Servicios
Actualmente, no presta ningún servicio de pasajeros ni tampoco de cargas. Sus vías se encuentran levantadas. En su edificio funciona el Museo y Archivo Histórico Municipal.

## Historia
En el año 1904 fue inaugurada la estación, por parte del Ferrocarril Provincial de Santa Fe, en el ramal entre Pilar y Villa María. Desde aquí partía un pequeño ramal de 25 km hasta la estación Carrilobo. La estación y sus vías fueron clausuradas y levantadas mediante Decreto Nacional 547/77 el 2 de marzo de 1977